# کاردونوفکا
کاردونوفکا (به لاتین: Kardonovka) یک منطقهٔ مسکونی در روسیه است که در شهرستان کیزلیارسکی واقع شده‌است.